# Robert W. Grubbström
Robert W. Grubbström, född 1941 i Malmö, är professor emeritus vid Linköpings Universitet och en svensk ekonom. Han var 1974–2008 professor i produktionsekonomi vid Linköpings Tekniska Högskola. Han var chefredaktör för International Journal of Production Economics (Elsevier) mellan 1979 och 2018.
Grubbström blev 1965 civilingenjör i elektroteknik vid Kungliga Tekniska högskolan, men kompletterade sedan inriktning genom att studera ekonomi vid Handelshögskolan i Stockholm och specialiserade sig på produktionsekonomi. 1968, redan vid 26 års ålder blev han tillförordnad professor vid Institutionen för Industriell ekonomi och organisation på KTH. Han disputerade 1973 vid Göteborgs handelshögskola. Han har publicerat ett flertal läroböcker och skrifter på det ekonomiska området, bland annat en lärobok om spelteori 1977.
Grubbström invaldes 1987 som ledamot av Ingenjörsvetenskapsakademien. 1994 Tilldelades han hedersdoktorat vid Villmanstrands Tekniska Universitet, 2004 vid Handelshögskolan i Budapest och 2006 vid Leopold-Franzens-Universität i Innsbruck. 2002 förlänades han med Riddartecknet av 1 klass av Finlands Vita Ros’ orden och 2011 förlänades han med tecknet som Kommendör av Finlands Lejons orden av Finlands president. 
Grubbström är en av grundarna till Ung Företagsamhet i Sverige samt till Young Enterprise Europe.
Ett av Grubbströms främsta forskningsbidrag är en teori för materialbehovsberäkningar (Material Requirements Planning Theory), som utnyttjar en kombination av Input-Output Analys och Laplacetransformer.